# Glochidion mandakamdevi
Glochidion mandakamdevi là một loài thực vật có hoa trong họ Diệp hạ châu. Loài này được Borthakur & Kalita mô tả khoa học đầu tiên năm 2006.